# (474046) 2016 GV238
(474046) 2016 GV238 es un asteroide perteneciente al cinturón de asteroides, descubierto el 6 de noviembre de 2010 por el equipo del Mount Lemmon Survey desde el Observatorio del Monte Lemmon, Arizona, Estados Unidos.

## Designación y nombre
Designado provisionalmente como 2016 GV23.

## Características orbitales
2016 GV238 está situado a una distancia media del Sol de 2,433 ua, pudiendo alejarse hasta 2,700 ua y acercarse hasta 2,167 ua. Su excentricidad es 0,109 y la inclinación orbital 7,980 grados. Emplea 1386 días en completar una órbita alrededor del Sol.

## Características físicas
La magnitud absoluta de 2016 GV238 es 17,967.